# Tygiel Schotta
Tygiel Schotta - szklany sprzęt laboratoryjny, pełniący jednocześnie rolę  lejka filtracyjnego a następnie tygla, w którym można świeżo odsączony  osad poddać działaniu wysokiej temperatury. Tygle te mają postać krótkiego fragmentu prostej rury szklanej, wewnątrz której, na ok. 1/3-1/4 jej wysokości jest zatopiona porowata płytka szklana lub wykonana z innego materiału ceramicznego. Wykonywane są one z materiałów odpornych na wysokie temperatury. Nazwa wywodzi się od jednego z producentów tego sprzętu - firmy Schott AG.
Tygiel po zamocowaniu go do specjalnej uszczelki gumowej, łączy się z np: pompką wodną i następnie przepuszcza się mieszaninę zawierającą osad. Następnie, świeżo przesączony osad można bez zdrapywania z tygla umieścić w suszarce lub piecu do wyprażania osadów i poddać działaniu wysokiej temperatury.
Tygle Schotta mają tradycyjnie podawane średnie rozmiary porów w spieku. G0 ma największe pory - a zatem najszybciej się przez niego sączy, ale może on też przepuszczać osady o małej ziarnistości, a G5 najmniejsze pory, co powoduje że najwolniej się przez niego sączy, ale nie przepuszcza prawie żadnych osadów.